# Cantone di Roissy-en-Brie
Il Cantone di Roissy-en-Brie era una divisione amministrativa dell'arrondissement di Torcy.
È stato soppresso a seguito della riforma complessiva dei cantoni del 2014, che è entrata in vigore con le elezioni dipartimentali del 2015.
Comprendeva i comuni di:
- Ozoir-la-Ferrière
- Pontcarré
- Roissy-en-Brie